# یان جونلینگ
یان جونلینگ (انگلیسی: Yan Junling؛ زادهٔ ۲۸ ژانویهٔ ۱۹۹۱) بازیکن فوتبال اهل چین است.
از باشگاه‌هایی که در آن بازی کرده‌است می‌توان به باشگاه فوتبال شانگهای پورت اشاره کرد.
وی همچنین در تیم‌های ملی فوتبال زیر ۲۰ سال، زیر ۲۳ سال و بزرگسالان چین بازی کرده‌است.